# Bram van der Stok
Abraham Lamertus „Bram“ van der Stok, MBE, später Bob Vanderstok (* 13. Oktober 1915 in Plaju, Niederländisch-Indien; † 8. Februar 1993 in Virginia Beach, Virginia) war ein niederländischer Kampfpilot zur Zeit des Zweiten Weltkriegs. Er erwarb sich die Auszeichnung als Fliegerass und ist der höchstdekorierte Pilot in der niederländischen Militärgeschichte. Bekannt wurde er vor allem durch seine zahlreichen Abschüsse und seine spektakuläre Flucht quer durch das besetzte Europa nach Großbritannien, nachdem er während eines Massenausbruchs aus dem deutschen Kriegsgefangenenlager Stalag Luft III geflohen war.

## Biografie

### Jugend und Ausbildung
Van der Stok wurde 1915 auf der damals zur Kolonie Niederländisch-Indien gehörenden Insel Sumatra geboren. Er war das älteste von vier Kindern des Ingenieurs Cornelis van der Stok, tätig für Royal Dutch Shell, und dessen Frau Annie van der Stok-Snethlage. Einer seiner Brüder war der Widerstandskämpfer Johan Paul van der Stok, der 1945 im KZ Mauthausen getötet wurde. Für die Ausbildung der Kinder zog die Familie zunächst in die europäischen Niederlande, ging jedoch 1927 nach Willemstad auf Curaçao, wo der Vater zum Direktor der dortigen Erdölraffinerie ernannt wurde. Van der Stok kehrte einige Zeit später ohne die Eltern nach Europa zurück, wo er seine Schulausbildung in den Niederlanden und der Schweiz beendete. Im September 1934 begann er ein Studium der Medizin an der Universität Leiden, dass er jedoch zwei Jahre später unterbrach, um eine Pilotenausbildung auf dem Militärflugplatz Soesterberg zu durchlaufen. Diese fand zunächst auf dem Eindecker Fokker S.IV statt, später qualifizierte sich van der Stok auch für die modernere Fokker D.XXI. Hier erwarb er sich einen Ruf als talentierter aber waghalsiger Flieger und musste sich unter anderem vor dem Kriegsgericht verantworten, nachdem er mit seiner Maschine unter einer Reihe von Brücken bei Moerdijk hindurchgeflogen war. Das Verfahren wurde jedoch ohne Verurteilung eingestellt. Nach dem Abschluss seiner Pilotenausbildung verließ er das Militär im Rang eines Reserveoffiziers der niederländischen Luftwaffe und setzte sein Medizinstudium an der Universität Utrecht fort.

### Kriegsbeginn und Einsätze mit der RAF

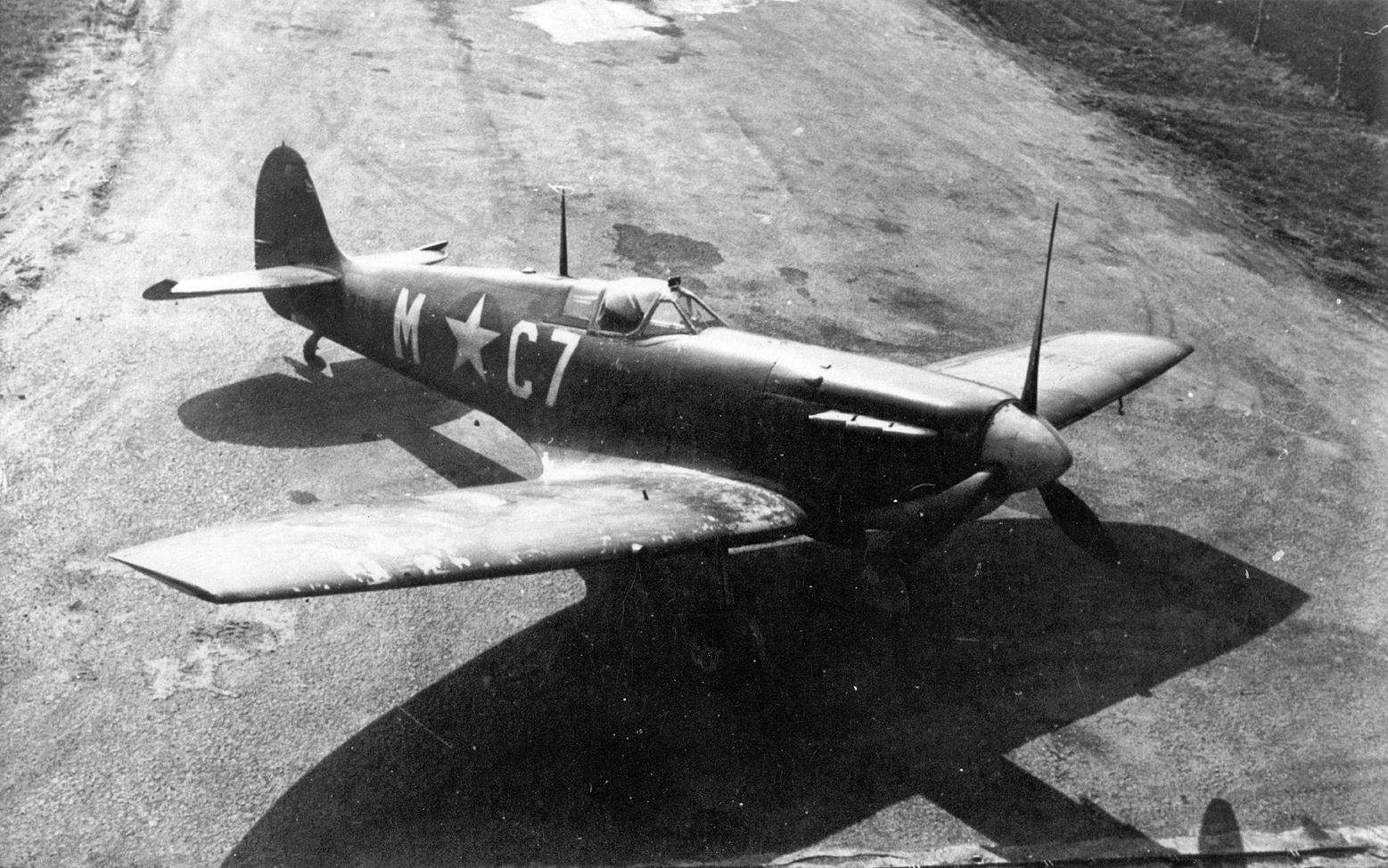
Eine Supermarine Spitfire Mk V, wie sie von Bram van der Stok bei der RAF geflogen wurde

Im März 1939 wurde van der Stok im Zuge der Mobilmachung in Erwartung des Kriegsausbruchs einberufen und der 1e JaVa („1. Jagdfliegerabteilung“) in Soesterberg zugeteilt. Unmittelbar vor Beginn des Krieges wurde die Einheit auf den Militärflugplatz De Kooy bei Den Helder verlegt. Am 10. Mai 1940, dem ersten Tag des deutschen Einfalls in die Niederlande, wurde De Kooy von einem Geschwader der Luftwaffe angegriffen. In der folgenden Luftschlacht schoss van der Stok eine gegnerische Messerschmitt Bf 109 ab, er selbst gab später an, mindestens eine weitere Maschine getroffen zu haben, was jedoch nicht bestätigt werden konnte. In den folgenden Tagen bis zur Kapitulation der niederländischen Streitkräfte am 14. Mai flog die 1e JaVa eine Reihe weiterer Einsätze. Ob van der Stok hier weitere Abschüsse erzielen konnte, ist nicht gesichert.
Nach dem Beginn der deutschen Besatzung verfolgte er zunächst sein Studium weiter, begann jedoch bald Pläne für eine Flucht nach England zu schmieden. Nach mehreren erfolglosen Fluchtversuchen konnte er sich schließlich im Sommer 1941 einen Platz als Passagier auf dem Schweizer Frachter SS St. Cergue verschaffen, der im Auftrag der Deutschen unter panamaischer Flagge, in Richtung New York City auslief. Mit an Bord befanden sich weitere Niederländer, darunter Peter Tazelaar und Erik Hazelhoff Roelfzema, der später als Soldaat van Oranje Berühmtheit erlangen sollte. Während der Überfahrt wurde das Schiff durch den britischen Kreuzer Devonshire gestoppt und zu einem Halt in Tórshavn auf den Färöer-Inseln gezwungen. Von hier aus wurden die Niederländer nach Großbritannien gebracht, wo van der Stok Kontakt mit der im Exil befindlichen niederländischen Militärführung aufnehmen konnte. Ursprünglich plante er, als Spion in sein besetztes Heimatland zurückzukehren, ließ sich jedoch – unter anderem von Prinz Bernhard – überzeugen, sich bei der Royal Air Force zu melden. Auf Grund seiner Ausbildung und Erfahrung als Jagdpilot erhielt er den Rang eines Second Lieutenant der RAF und wurde zwecks Ausbildung auf der Supermarine Spitfire Mk V der No. 91 (Nigeria) Squadron in West Sussex zugeteilt. Mit der Nigeria Squadron flog van der Stok mehrere nächtliche Einsätze zur Abwehr deutscher Bomberangriffe, bei denen er eine Reihe weiterer Luftsiege erringen konnte: Neben drei Heinkel He 111-Bombern (einer „gesichert“, zwei „wahrscheinlich“) konnte er auch den Abschuss einer weiteren Messerschmitt Bf 109 für sich verbuchen. Im Dezember 1941 versetzte man ihn zur No. 41 Squadron in Westhampnett, die anders als die No. 91 nicht nur rein defensive Aufgaben hatte, sondern auch Angriffsflüge über den Ärmelkanal durchführte. Nach einer Reihe erfolgreicher Einsätze – darunter ein Gefecht über dem Kanal, bei dem zwölf deutsche Maschinen ohne eigene Verluste abgeschossen werden konnten – erreichte van der Stok den Status eines Fliegerasses und wurde in den Rang eines Flight Lieutenants befördert.

### Kriegsgefangenschaft und Flucht

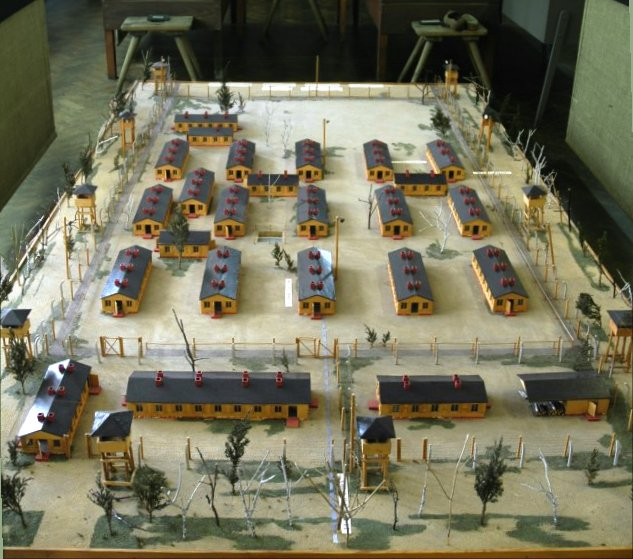
Modell des Kriegsgefangenenlagers Stalag Luft III

Am 12. April 1942 nahm van der Stoks Einheit an einem Angriff auf den von den Deutschen genutzten Rangierbahnhof von Hazebrouck in Nordfrankreich teil. Nachdem seine Spitfire von deutschen Jagdmaschinen getroffen und schwer beschädigt worden war, musste van der Stok das Flugzeug mit dem Fallschirm verlassen. Er landete in dem Ort Saint-Omer, wo er von Wehrmachtssoldaten gefangen genommen wurde. Anschließend wurde er im Kriegsgefangenenlager Stalag Luft III bei Sagan in Niederschlesien interniert.
Bei van der Stoks Ankunft im Lager, gab es unter den dortigen Gefangenen bereits weit fortgeschrittene Pläne für einen Massenausbruch aus der als sehr sicher geltenden Anlage. Hierzu wurden durch die Gefangenen insgesamt zwei Fluchttunnel und ein „Täuschtunnel“ angelegt, der dafür gedacht war, von den Wachen „entdeckt“ zu werden, falls diese auf die ungewöhnlichen Aktivitäten aufmerksam werden sollten. Allerdings fanden die Deutschen nicht nur den Täuschtunnel, sondern auch den größeren der tatsächlichen Fluchttunnel, was den Gefangenen nur noch den verbliebenen Tunnel als Option ließ. In der Nacht vom 24. auf den 25. März 1944 versuchten 220 Gefangene aus dem Lager zu entkommen, lediglich 77 von ihnen konnten den umliegenden Wald erreichen. Letztendlich gelang es nur drei Personen – neben van der Stok noch den beiden Norwegern Per Bergsland und Jens Müller – aus den von den Deutschen besetzten Gebieten zu entkommen, alle anderen wurden von der GeStaPo gestellt und teilweise als Abschreckung für andere Häftlinge exekutiert. Van der Stok reiste zunächst von Breslau aus in Richtung Utrecht, eine für ihn vertraute Stadt, in der er hoffte Hilfe zu finden. Auf dem Weg wurde er mehrfach angehalten und kontrolliert, konnte jedoch jeweils glaubhaft machen, dass er nicht zu den Geflüchteten von Stalag Luft III gehörte. Von dort aus gelangte er über Belgien und Frankreich schließlich nach Madrid, wo er zunächst von den spanischen Behörden interniert wurde. Das britische Konsulat versorgte ihn jedoch mit den nötigen Papieren, woraufhin ihm am 8. Juli 1944 die Ausreise in das britische Territorium Gibraltar gestattet wurde, von wo aus er nach England weiterreisen konnte. Nach seiner Rückkehr übernahm van der Stok für die verbliebene Zeit des Krieges das Kommando über die No. 322 (Dutch) Squadron der RAF, in der eine große Zahl niederländischer Piloten diente.
Die Geschehnisse rund um die Flucht aus Stalag Luft III wurden 1963 von Regisseur John Sturges in dem Hollywood-Film Gesprengte Ketten verarbeitet, der die historischen Ereignisse jedoch nicht völlig akkurat wiedergibt. Van der Stok und mehrere andere reale Gefangene werden in dem Film durch die Figur des Officer Louis Sedgwick, gespielt von James Coburn, repräsentiert.

### Leben nach dem Krieg
Wenige Monate nach Kriegsende heiratete van der Stok Lucie Walter, aus der bis 1969 bestehenden Ehe gingen drei Kinder hervor. Ein Angebot, als hochrangiger Stabsoffizier bei der niederländischen Luftwaffe zu verbleiben, lehnte er ab. Stattdessen beendete er 1950 in Utrecht sein Medizinstudium und emigrierte im folgenden Jahr mit seiner Familie in die Vereinigten Staaten. Dort spezialisierte er sich auf die Bereiche Gynäkologie und Geburtshilfe und ließ sich schließlich mit einer eigenen Praxis in New Mexico nieder. 1957 nahm er die amerikanische Staatsbürgerschaft und mit ihr den amerikanisierten Nachnamen „Vanderstok“ an. 1964 wählte man ihn zum Präsidenten der New Mexico Medical Society.
Nach einer kurzzeitigen Anstellung als Schiffsarzt auf einer Fähre zwischen San Francisco und Honolulu erhielt van der Stok das Angebot, sich dem Spacelab-Forschungsteam der amerikanischen Weltraumagentur NASA in Huntsville, Alabama anzuschließen. Dort forschte er unter anderem zu Problemen der Blutzirkulation in schwerelosen Umgebungen. 1987 verzog er nach Hawaii, wo er noch im fortgeschrittenen Alter als Arzt für die United States Coast Guard Auxiliary tätig war. Bram van der Stok verstarb schließlich 1993 im Alter von 77 Jahren in Virginia Beach, Virginia.

## Auszeichnungen und Ehrungen
Als ausgesprochen erfolgreicher Jagdpilot, sowohl für die Koninklijke Luchtmacht als auch für die Royal Air Force und zweimaliger Engelandvaarder (ein Niederländer, dem die erfolgreiche Flucht nach England zum Zwecke der Fortsetzung des Widerstands gegen die deutschen Besatzer gelang), gehört van der Stok zu den militärisch höchstdekorierten Niederländern aller Zeiten. Unter anderem wurden ihm als einziger Person alle vier niederländischen Tapferkeitsauszeichnungen für die Teilnahme am Zweiten Weltkrieg verliehen: Fliegerkreuz (1942), Verdienstkreuz (1942), Bronzenes Kreuz (1944) und Bronzener Löwe (1946). Des Weiteren ehrte man ihn durch die Aufnahme in den Order of the British Empire, den Orden von Oranien-Nassau sowie den Orden Leopolds II.
Van der Stok erhielt insgesamt für seine Leistungen die folgenden Auszeichnungen und Ehrungen:

### Niederlande
- Offizier des Ordens von Oranien-Nassau (mit Schwertern)
- Bronzener Löwe
- Bronzenes Kreuz
- Verdienstkreuz
- Fliegerkreuz
- Oorlogsherinneringskruis mit zwei Spangen
- Verzetsherdenkingskruis
- Onderscheidingsteken voor Langdurige Dienst als officier (mit Jahreszahl XV)
- Viertagekreuz

### Vereinigtes Königreich
- Honorary Member des Order of the British Empire
- 1939–1945 Star (mit drei Kampagnen-Sternen)
- France and Germany Star
- War Medal 1939–1945

### Sonstige
- Offizier im Orden Leopolds II. (Belgien)
- Kriegskreuz (mit Palme, Belgien)
- Croix de Guerre 1939–1945 (Frankreich)
- Tapferkeitskreuz (Polen)

## Werk
Im Jahr 1980 veröffentlichte van der Stok seine Kriegserinnerungen unter dem Titel Oorlogsvlieger van Oranje. In diesem Buch wurden die Ereignisse rund um die Flucht aus Stalag Luft III zeitlich einige Monate nach vorn verlegt. So gibt der Autor an, für die Vorbereitungen der alliierten Landungen in der Normandie wieder zurück in England gewesen zu sein und am D-Day als Kampfpilot an der Operation Overlord teilgenommen zu haben. Die offiziellen Berichte und Dokumente, darunter sein eigenes Interview mit den Sicherheitsbehörden nach seiner Rückkehr nach England, widersprechen dieser Darstellung.
- Oorlogsvlieger van Oranje. De Haan, Haarlem 1980, ISBN 978-90-228-3550-0.
- Escape from Stalag Luft III: The True Story Of My Successful Great Escape. Greenhill Books, London 2019, ISBN 978-1-78438-434-0 (postum unter dem Namen „Bob Vanderstok“ veröffentlicht).